# محرك شعاعي

محرك شعاعي يستخدم حدبة لضبط توقيت تحرك الأسطوانات

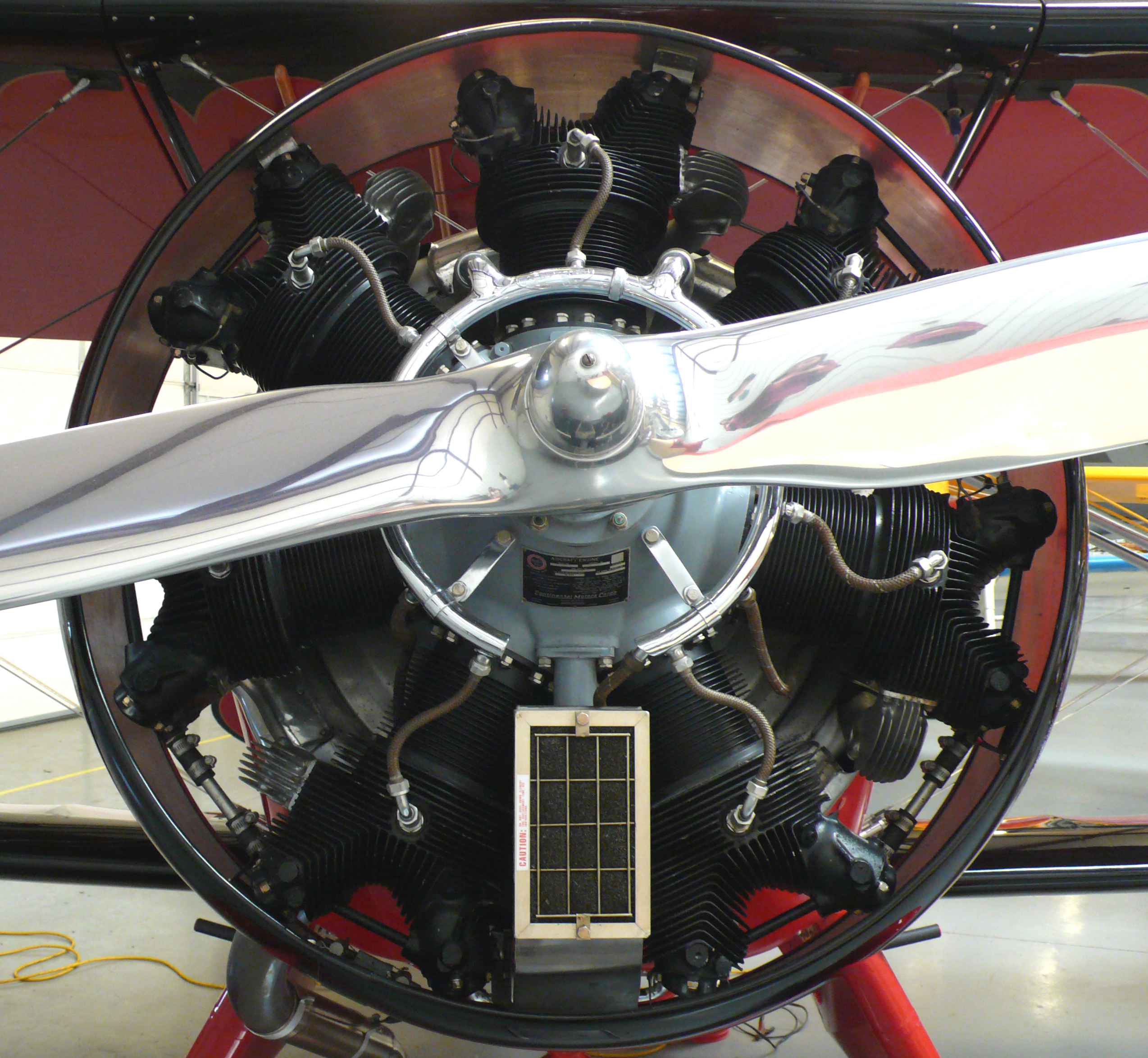
محرك شعاعي لطائرة ثنائية السطح

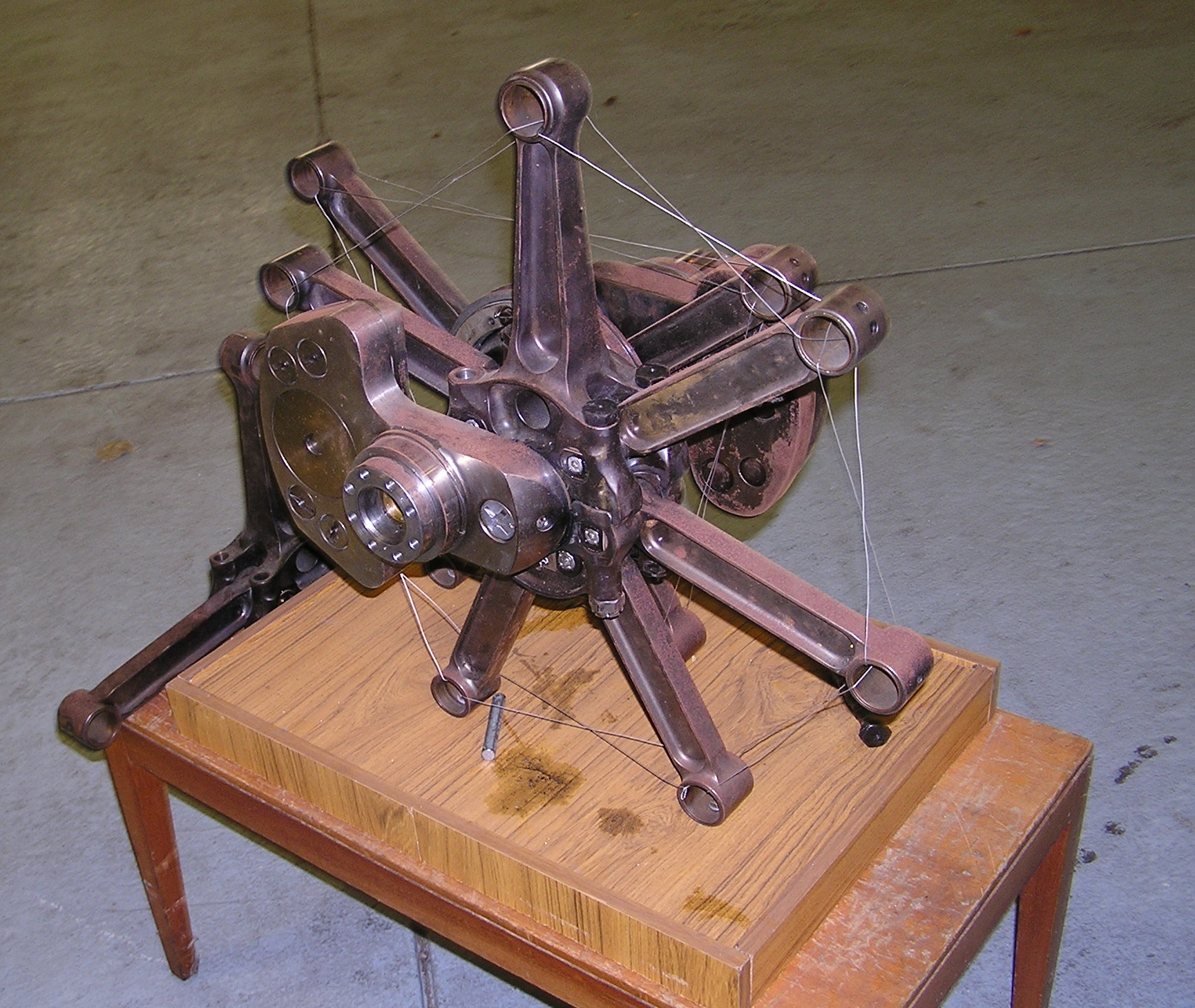
ذراع توصيل قائد (أعلى اليمين لاتزان محرك برات آند ويتني توين واسب، ثنائي الصف، 14 أسطوانة

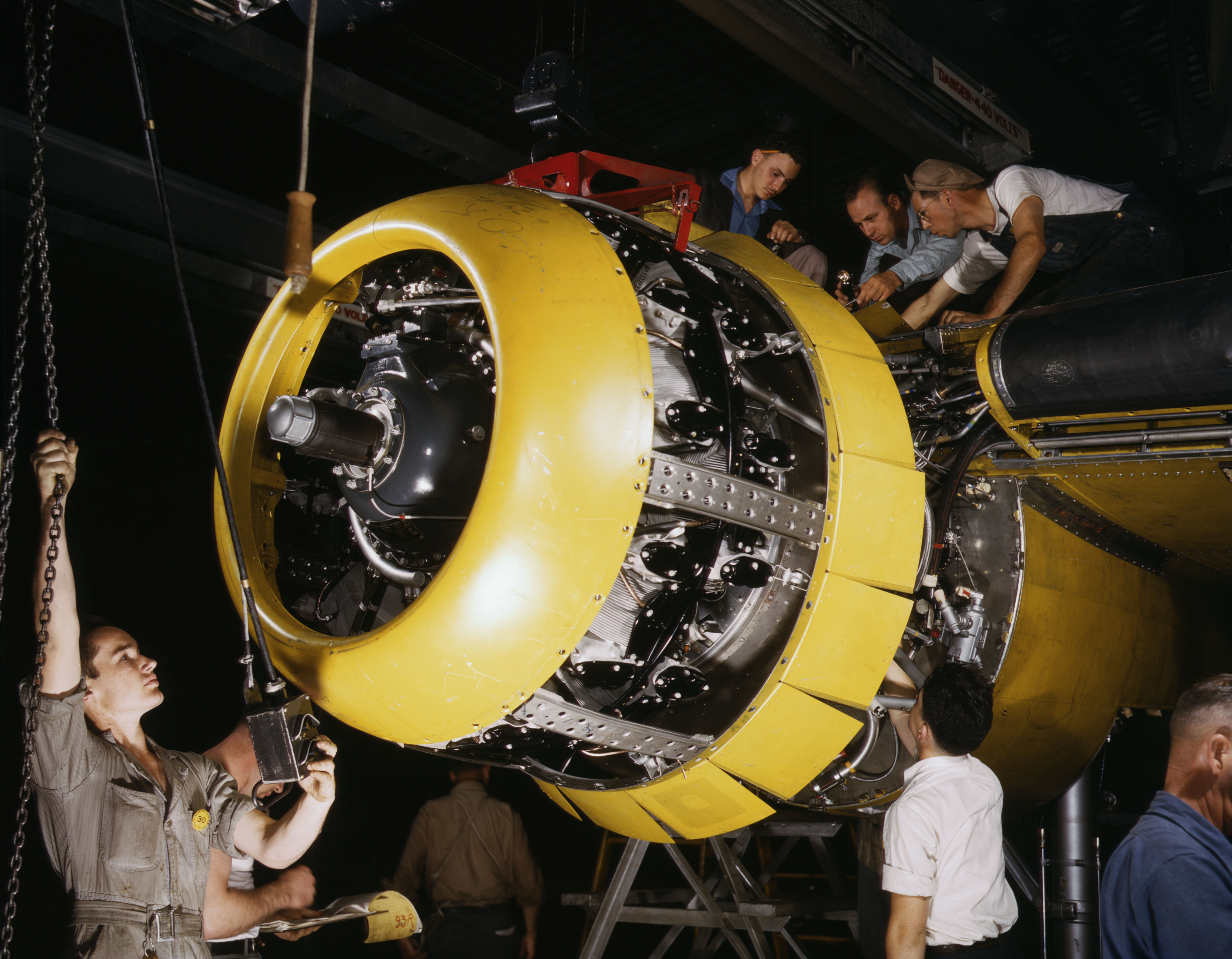
تركيب محرك رايت آر-2500 توين سيكلون في قاذفة القنابل بي-25 ميتشل، عام 1942

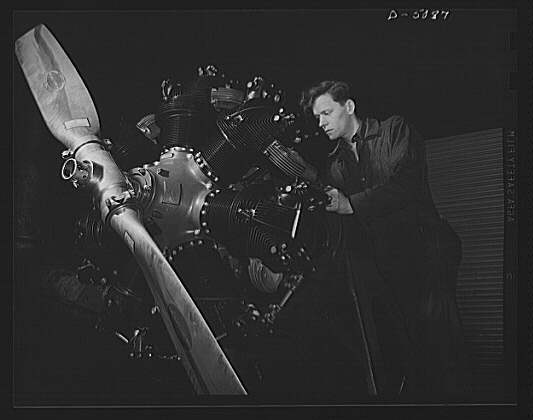
محرك كونتيننتال شعاعي، عام 1944

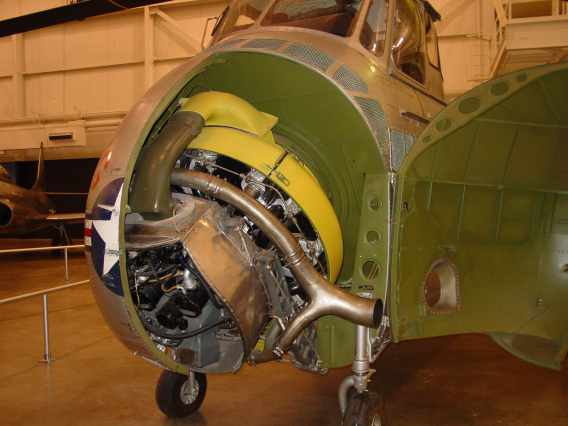
محرك برات آند ويتني آر-1340 شعاعي، يُركب في المروحية سيكورسكي إس 55

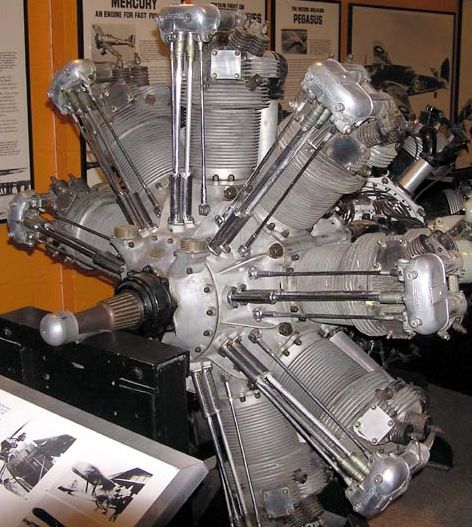
بريستول جوبيتر

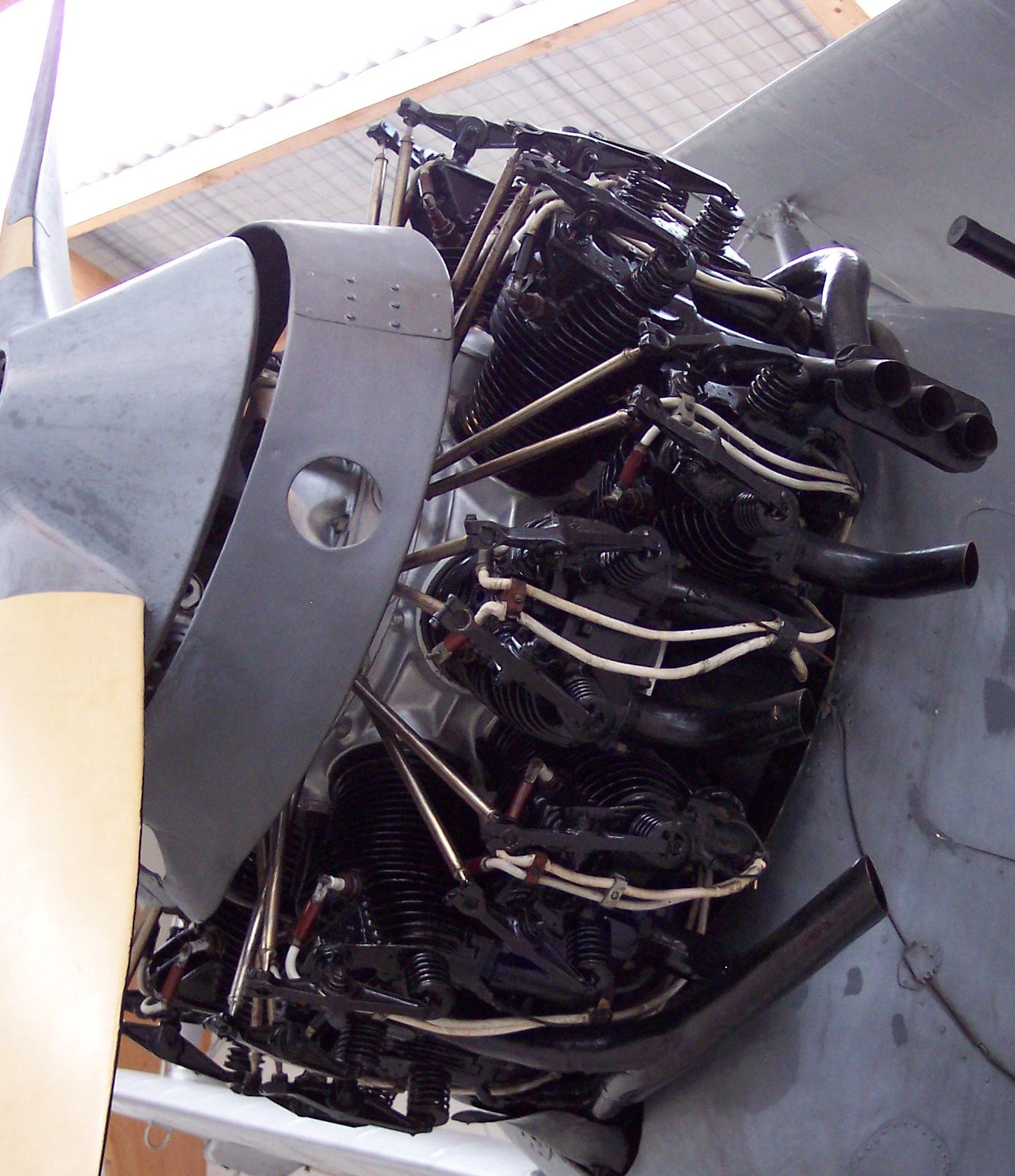
محرك أرمسترونج سايدلي جاجوار الرابع في طائرة هوكر دانكوك.

المحرك الشعاعي (بالإنجليزية: Radial engine) هو محرك احتراق داخلي ترددي، تكون الأسطوانات فيه موضوعه في شكل دائري وترتبط بعمود مرفق واحد يقع في المركز. و يشبه المحرك شكل النجمة المشعه ويُسمى أحيانا «المحرك النجم». كان المحرك الشعاعي شائع الاستخدام كمحرك للطائرات وذلك قبل استخدام التربينات الغازية.

## تشغيل المحرك
حيث أن محاور أسطوانات المحرك متحدة المستوى، فلا يمكن استخدام أعمدة توصيل مباشرة مع عمود المرفق، بدون استخدام أعمدة توصيل متشعبة ومعقدة ميكانيكيا، والتي لم ينجح أيا منها. وبدلا من ذلك يتم توصيل مكابس المحرك بعمود المرفق من خلال تجميعه لأعمدة التوصيل بحيث يكون أحد الأعمدة قائد للأخرى.

في الرسم المتحرك للمحرك الشعاعي، يكون هناك عمود توصيل قائد لمكبس واحد، وعادة يكون المكبس العلوي، ومتصل مباشرة مع عمود المرفق. ويتم وصل أعمدة المكابس الأخرى من خلال حلقات حول العمود القائد. كما يمكن إضافة  المزيد من صفوف الأسطوانات الشعاعية لزيادة سعة المحرك، وذلك دون التأثير على قطر المحرك.
تحتوي المحركات الشعاعية رباعية الأشواط على عدد فردي من الأسطوانات في كل صف، لذلك يكون أمر الأشعال في كل أسطوانة متسق مع الأسطوانات الأخرى، مما يؤدي لسلاسة عملية التشغيل.
على سبيل المثال، يكون أمر الأشعال في محرك خماسي الأسطوانات 1، 2، 3، 4، ثم يعود مرة أخرى للأسطوانة رقم واحد. علاوة على ذلك، تكون هناك فجوة مكبس واحدة بين المكبس الموجود في شوط الاحتراق والمكبس الموجود في شوط الانضغاط. ويساعد الشوط الفعال في ضغط الأسطوانة التالية حتى الأشعال، مما يجعل حركة المكابس سلسة. كما أنه عند استخدام عدد زوجي من الأسطوانات، فلن تكون دورة الإشعال متساوية التوقيت عملية في هذه الحالة.
تحتوي نماذج محركات الديزل الشعاعية زوتش ايرو على عدد زوجي من الأسطوانات، إما 4 أو 8، ولكن هذا لا يمثل مشكلة، لأن المحرك ثنائي الشوط، أي أن له ضعف عدد أشواط القدرة في المحرك رباعي الأشواط.
يستخدم المحرك الشعاعي حلقات حدبة (كامة) أقل من أنواع المحركات الأخرى. وكما يحدث في معظم المحركات رباعية الأشواط، يستغرق عمود المرفق دورتين لاتمام الأشواط الأربعة لكل مكبس (السحب، الانضغاط، الاحتراق، العادم).

يتم توصيل حلقة حدبة عمود الدوران بترس لكي تدور أبطئ وفي الاتجاه المعاكس لعمود المرفق. ويتم وضع حلقات الحدبة في صفين للسحب والعادم. على سبيل المثال، تخدم حدبة ذات أربع حلقات جميع الأسطوانات الخمسة، بينما حدبة ذات 10 حلقات ستكون لازمة لمحرك خطي يحتوي على نفس عدد الحلقات من الأسطوانات والصمامات.
تستخدم معظم المحركات الشعاعية صمامات قفازية علوية، تعمل بواسطة أعمدة دفع وروافع على لوح الحدبة المتمركزة مع عمود المرفق، أما في حالة المحركات الشعاعية الصغيرة، مثل كينر بي-5 والمحرك الروسي شفيتسوف إم-11، يتم استخدام أعمدة حدبة فردية داخل حاوية المرفق لكل أسطوانة. بينما يستخدم القليل من لمحركات صمامات كم مثل محرك بريستول هيركليز 14 أسطوانة وبريستول سينتورس 18أسطوانة، الذي يعمل بهدوء وسلاسة أكبر لكنه يتطلب دقة أكبر في تسامحات التصنيع. 

## التاريخ
صنع المهندس الأمريكي تشارلز ماثيوز مانلي محرك شعاعي ذو 5 أسطوانات ويبرد بالمياه في عام 1901، كتحويل لأحد محركات ستيفين بالزر الدوارة، من أجل طائرات مطار لانجلي. أنتج محرك مانلي قدرة بلغت 52 حصان (39 كيلو وات) عند سرعة دورانية 950 دورة في الدقيقة.
و في 1903-1904 استخدم جاكوب إليهمير خبرته في تصنيع الدرجات النارية في تصنيع أول محرك شعاعي يُبرد بالهواء، محرك ثلاثي الأسطوانات، اٌستخدم كأساس لنموذج خماسي الأسطوانات في عام 1907. واستخدمه في طائرته ثلاثية الأجنحه وقام بالعديد من قفزات الطيران الحرة.
محرك أنزاني ذو الثلاث أسطوانات، كان نوعا آخر من المحركات الشعاعية المبكرة، وصٌنع المحرك في الأصل على شكل W مكون من 3 أسطوانات ومزود بمروحة، وقام بتشغيل طائرة لويس بلايريو بلايريو 11 عبر القناة الإنجليزية.

قبل عام 1914، طور أليساندرو أنزاني محركات شعاعية تتراوح بين 3 أسطوانات (تنفصل كل أسطوانة عن الأخرى بزاوية 120) ــــ كانت كافية آنذاك لتشغيل بعض النماذج الفرنسية من الطائرة الشهيرة بلايريو 11 من مصنع بلايريو ـــ إلى 20أسطوانة بقدرة تبلغ 200 حصان (150 كيلو وات)، ومرتبة في صفوف مكونة من 4 أو 5 أسطوانات للصف الواحد. 
تكون معظم المحركات الشعاعية مبردة بالهواء، لكن أحد المحركات الشعاعية المبكرة الأكثر نجاحا كان سلسلة سالمسون 9 زد ذات 9 أسطوانات مبردة بالماء، والتي أٌنتجت بأعداد كبيرة أثناء الحرب العالمية الأولى.

رسم جورجس كانتون وبيري انيه التصميم الأصلي للمحرك في عام 1909، وقدماه إلى شركة سالمسون، وعٌرف المحرك بعد ذلك باسم كانتون ـ انيه. وبداية من عام 1909 وحتى 1919 خفت بريق المحرك الشعاعي بسبب المحرك الدوار الذي يتشابه لحد كبير معه، لكنه يختلف في أن الأسطوانات  (الثابتة في حالة المحرك الشعاعي) وعمود المرفق يدوران مع المروحة الدافعة. وميكانيكا يتشابه ذلك المحرك مع المحرك الشعاعي إلا أن المروحة الدافعة هنا تكون موصولة بالمحرك وعمود المرفق لهيكل الطائرة.
و قد تم التغلب على مشكلة تبريد الأسطوانات، أحد المشاكل المبكرة الرئيسية في المحركات الشعاعية الثابتة، بتوليد المحرك لتدفق هواء التبريد الخاص به.
في الحرب العالمية الأولى استخدمت العديد من الطائراتالفرنسية وطائرات الحلفاء المحركات الدواره  جنوم، لو رونيه، سليرجت، وبنتلي، وبلغت قدرة النماذج النهائية منها 250 حصان (190 كيلو وات) و مع ذلك لم يكن أيا من الذي جاوز 160حصان (120 كيلو وات) منها ناجحا.

بحلول 1917 كان تطوير المحركات الدواره متأخر عن المحركات الخطية والمحركات على شكل V التي بلغت قدرتها بحلول 1918 حوالي 400 حصان (300 كيلو وات)، وكانت تشغل تقريبا كل الطائرات المقاتلة الفرنسية والبريطانية الجديدة.
استخدمت معظم الطائرات الألمانية آنذاك محركات خطية 6 أسطوانات وتُبرد بالمياه. وصنعت شركة موتورينفابريك أوبرورسيل نسخ مرخصة من المحركات الدواره جنوم ولو رونيه، بينما نفذت سيمينز هالسكي تصاميمهم المتضمنة المحرك الدوار سيمينز هالسكي اس تنش 13، والذي كان غير اعتياديا في ذلك الفترة كونه مستخدم لتروس مما يجعل المحرك يدور عند سرعات مرتفعة في الاتجاه المعاكس للمروحة الدافعة.

بنهاية الحرب بلغت المحركات الدواره نهايات التصميم وخصوصا فيما  يتعلق بكمية الوقود والهواء المسحوبة إلى الأسطوانات عبر عمود المرفق المجوف، بينما أدى التقدم في علم المعادن وتبريد أسطوانة إلى تفوق المحركات الشعاعية على المحركات الدواره. وفي بداية العشرينيات من 1920 قامت شركة لو رونيه بتحويل عدد من المحركات الدواره إلى محركات شعاعية ثابتة.
بحلول عام 1918 كانت المزايا المحتملة للمحركات الشعاعية المبردة بالهواء محل تقدير ولكنها لم تتحقق، وكانت أكثر من مزايا المحركات الخطية المبردة بالماء والمحركات الدواره المبردة بالهواء التي استخدمت لتشغيل الطائرات في الحرب العالمية الأولى.
أنتج المصممون البريطانيون المحرك الشعاعي ايه بي سي دراجون فلاي في عام 1917، لكنهم لم يكونوا قادرين على حل مشاكل التبريد، وبحلول العشرينيات من 1920، أنتج كل من بريستول وأرمسترونج سايدلي محركات شعاعية فعالة تُبرد بالهواء مثل بريستول جوبيتر وأرمسترونج سايدلي جاجوار.
في الولايات المتحدة لاحظت اللجنة الاستشارية الوطنية للملاحة الجوية (ناسا) في عام 1920 أن المحركات الشعاعية المبردة بالهواء تُعطي زيادة في نسبة القدرة إلى الوزن والأداء، وبحلول 1921 أعلن الأسطول الأمريكي أنه سيطلب فقط طائرات مزودة بمحركات مبردة بالهواء، وتبعه في ذلك القوات الجوية البحرية الأخرى. وبتمويل من الأسطول، طُور محرك تشارلز لورانس جيه-1 في عام 1922، واستخدم أسطوانات من الألومنيوم ذات بطانة من الصلب تتحمل لمدة 300 ساعة في حين أن التحمل لمدة 50 ساعة كان المدة الطبيعية حينها. وبناء على طلب من الجيش والأسطول، اشترت مؤسسة رايت للطيران شركة لورانس، وأُنتجت المحركات اللاحقة تحت اسم رايت. أعطت المحركات الشعاعية الثقة لدى طيارين الأسطول في الأداء خلال الرحلات الطويلة فوق البحار.
كان محرك رايت جيه-5 ويرل وايند البالغة قدرته 225 حصان (168 كيلو وات) شائعا على أنه «أول محرك طائرة فعال». وظفت شركة رايت جوزيبي ماريو بيلانكا لتصميم طائرة، وكانت النتيجة طائرة رايت بيلانكا 1 أو دبليو بي-1، التي حلقت لاحقا في نفس العام. كما استُخدم محرك جيه-5 في العديد من الطائرات الحديثة وقتها مثل طائرة تشارلز لندبرغ اسبريت أوف اس تي لويس، التي نفذ بها أول رحلة منفردة عابرة للمحيط الأطلسي.
في عام 1925 أُسست شركة برات آند ويتني الأمريكية لتتنافس مع محركات رايت الشعاعية. عرضت برات آند ويتني في البداية محرك أر-1340 واسب، الذي تم اختباره للتشغيل لاحقا في نفس العام، وخلال الخمسة وعشرين عامًا التالية، تم بداية خط إنتاج للمحركات تشمل المحرك برات آند ويتني آر-1830 توين واسب 14 أسطوانة ثنائي الصف. ونٌفذ الكثير من هذا التصميم من المحرك أكثر من أي تصميم آخر، فيما يقارب 175000 محرك تم تصنيعها.
في المملكة المتحدة ركزت شركة طائرات بريستول على تطوير المحركات الشعاعية مثل بريستول جوبيتر وبريستول ميركري وبريستول هيركليز ذات صمام الكم.
كما بدأت ألمانيا وروسيا واليابان بتصنيع نسخ مرخصة من محركات أرمسترونج سايدلي وبريستول ورايت وبرات آند ويتني، قبل أن تنتج محركاتها الخاصة المطورة. استمرت أيضا فرنسا في تطوير محركات شعاعية عديدة، لكنها أيضا أنتجت نسخ مشتقة من تصميمات بريستول وخاصة جوبيتر.

### الحرب العالمية الثانية

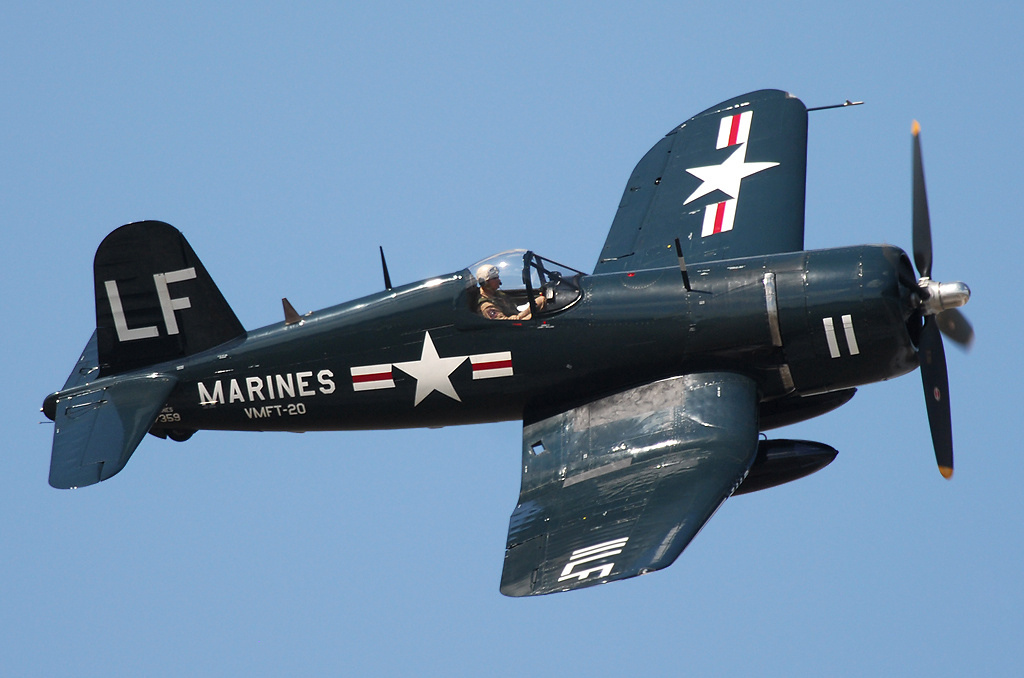
فوغت إف 4 يو كورسير

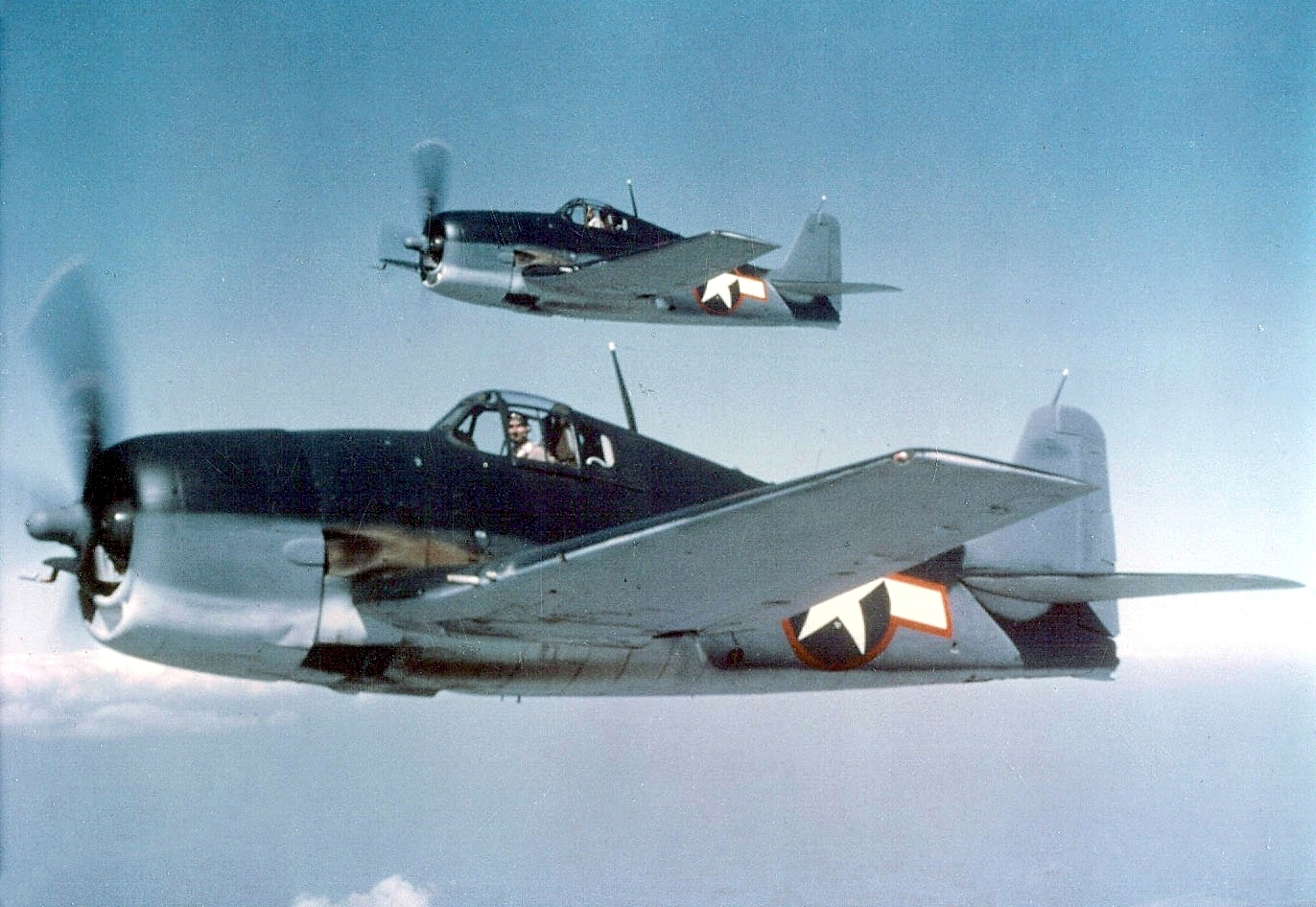
جرومان إف 6 هيلكات

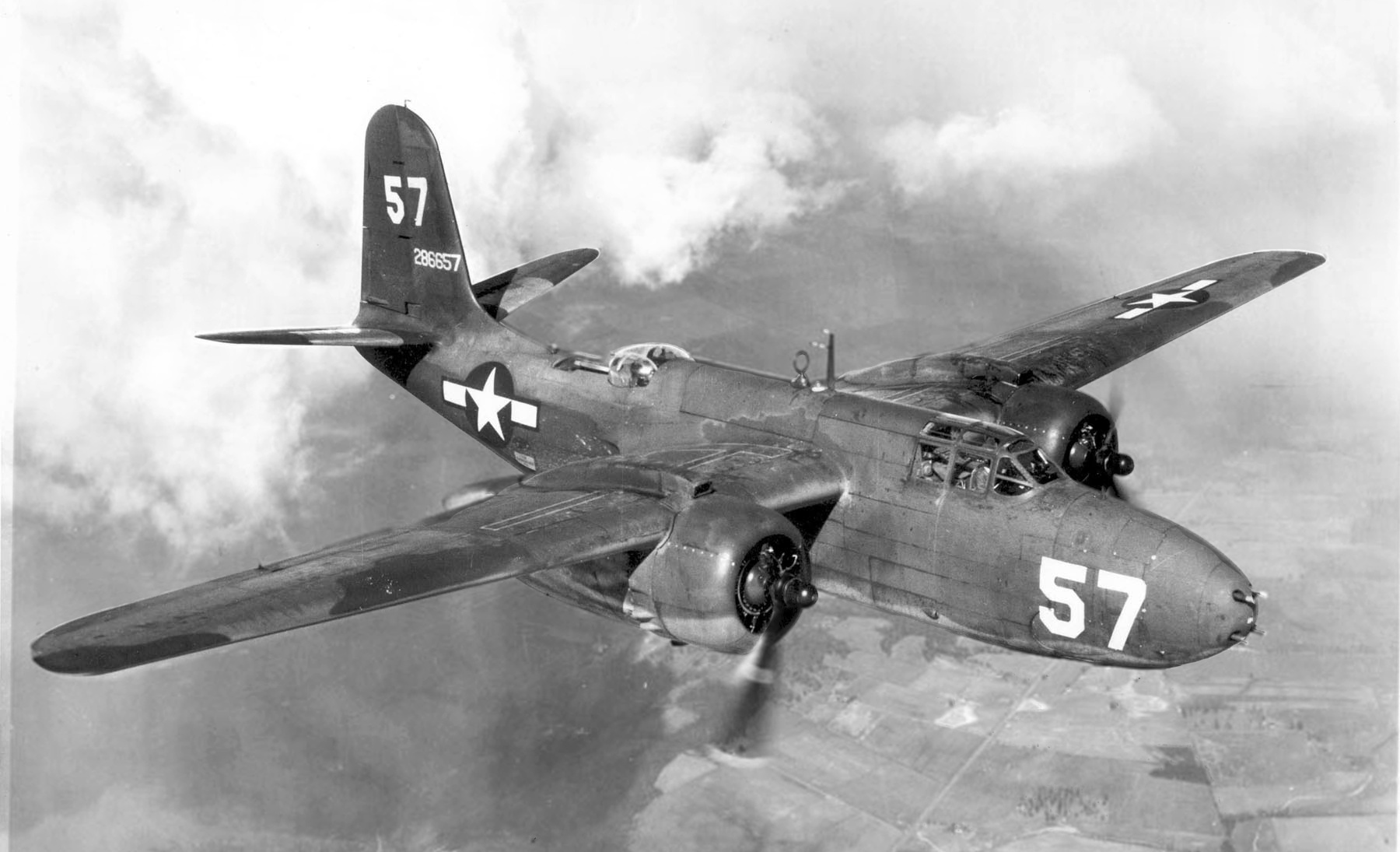
دوجلاس ايه-20 هافوك

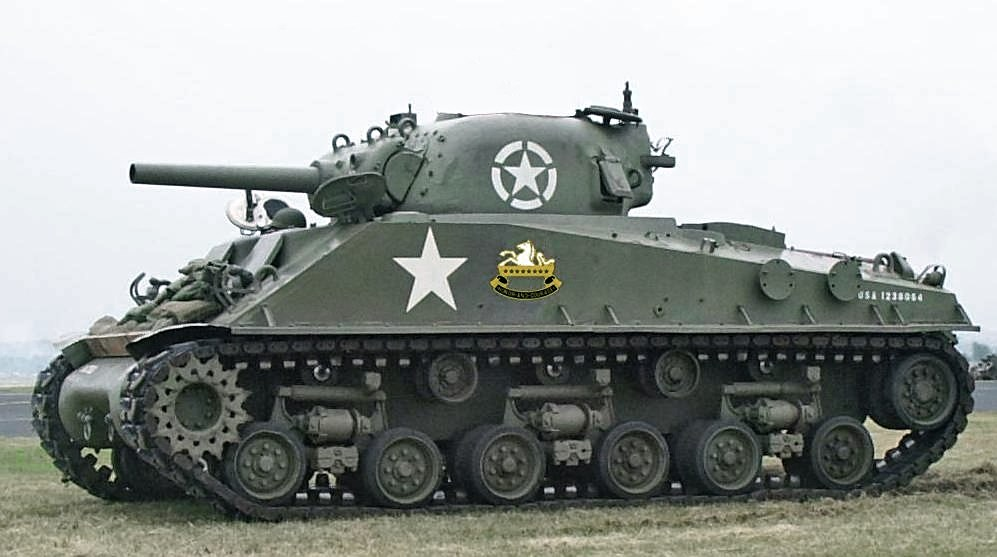
إم 4 شيرمان

#### الطائرات
قام محرك برات آند ويتني آر-2800 دوبل واسب الأمريكي ثنائي الصف، المكون من 18 أسطوانة بسعة تبلغ 28000 بوصة مكعب (46 لتر) وقدرة تتراوح بين 2000 و 2400 حصان (1000-1800 كيلو وات)، بتشغيل الطائرات الأمريكية أحادية المحرك مثل فوغت إف 4 يو كورسير، و جرومان إف 6 هيلكات، وريبابليك بي-47 ثاندربولت، والطائرات ثنائية المحرك مثل مارتن بي-26 ماراودر، ودوجلاس ايه-26 إنفيدر، ونورثروب بي-61 بلاك ويدو، إلخ.
كما قامت سلسلة المحركات الأمريكية رايت سيكلونز بتشغيل الطائرة الأمريكية أحادية المحرك جرومان تي بي إف أفنجر، وثنائية المحركبي-25 ميتشل، ودوجلاس ايه-20 هافوك (ليس جميعها)، ورباعية المحرك بوينج بي-29 سوبر فورترس، إلخ.
و قام أكثر من 28000 من المحرك الألماني بي إم دبليو 801، 18 أسطوانة مرتبة في صفين، وتتراوح قدرته بين 1540-1970 حصان (1150-1470 كيلو وات)، بتشغيل الطائرة الألمانية فوك وولف فو 190 أحادية المقعد أحادية المحرك، والطائرة يونكرز يو 88 ثنائية المحرك.
أما اليابان، معظم الطائرات عملت بواسطة محركات شعاعية تبرد بالهواء مثل ميتسوبيشي زويسي المكون من 14 أسطوانة (11903 وحدة، من الطائرات المستخدم فيها كاواساكي كي-45)، ميتسوبيشي كينسي (12228 وحدة، من الطائرات المستخدم فيها أيتشي دي 3 ايه)، ميتسوبيشي كاسي (16486 وحدة، من الطائرات المستخدم فيها كاوانيشي اتش 8 كيه)، ناكاجيما ساكي (30233 وحدة، من الطائرات المستخدم فيها ميتسوبيشي ايه 6 إم) والمحركات المكونة من 18 أسطوانة ناكاجيما هوماري (9089 وحدة، من الطائرات المستخدم فيها ناكاجيما كي-84) وكاواساكي كي-61 ويوكوسوكا دي 4 واي، كل تلك المحركات كانت أمثلة نادرة لمحركات طائرات خطية تبرد بسائل في ذلك الوقت، لكن لاحقا تم إعادة تصميمها لتلائم المحركات الشعاعية مثل كاواساكي كي-100 ويوكوسوكا دي 4 واي 3.
و في بريطانيا، أنتجت شركة بريستول ما يزيد عن 57400 من محركات هيركليز التي أدارات طائرات فيكرز ويلينغتون، شورت ستيرلينج، هاندلي بيج هاليفاكس، وبعض الطرازات من أفرو لانكاستر، وقد استُخدم حوالي 32000محركبريستول بيجاسوس في طائرات شورت ثاندرلاند وهاندلي بيج هامبدن وفيري سوردفيش، بزيادة 20000 عن ميركيري الذي أدار طائرات ويستلاند ليساندر وبريستول بلينهايم وبلاكبيرن سكوا، كما استُخدم ما يزيد عن 8000 من محركبريستول بيرسيس في أنواع مختلفة من الطائرات، وأكثر من 2500 محركبريستول سينتورس الذي أدار كل من طائرة هوكر تيمبست وهوكر فيوري.

#### الدبابات

مقطع توضيحي للدبابة إم 4 ايه 4

في السنوات التي سبقت الحرب العالمية الثانية، ظهرت الحاجة إلى المركبات المدرعة، وكانت كيفية تشغيل هذه المركبات مشكلة واجهت المصممون، الذين توصلوا في النهاية لاستخدام محركات الطائرات ومن بينها المحركات الشعاعية. وأعطت محركات الطائرات الشعاعية نسبة قدرة إلى وزن كبيرة وكانت أكثر اعتمادية من المحركات الخطية للمركبات في ذلك الوقت. كان لهذا الاعتماد جانب سلبي في أنه لو وضعت المحركات رأسيا كما في إم 3 لي وإم 4 شيرمان، سيعطي قطرها الكبير ظل أكبر للدبابة مقارنة بالتصاميم المستخدمة للمحركات الخطية.
كونتيننتال أر-670، محرك طائرة ذو 7 أسطوانات، حلق أول مرة في عام 1931، وانتشر بشكل واسع كمحرك للدبابات، حيث تم تركيبه في إم 1 كومباكت كار، إم 2 لايت تانك، إم 3 ستوارت، إم 3 لي، إل في تي-2 واتر بفالو. 
جيبيرسون تي-1020، محرك طائرة شعاعي يعمل بالديزل، استُخدم في إم 1 ايه 1 إي 1، بينما استُخدم كونتيننتال أر 975 في إم 4 شيرمان، إم 7 بريست، قانصة الدبابات إم 18 هيلكات، ومدافع الهاوتزر ذاتية الدفع إم 44 .

### محركات شعاعية حديثة

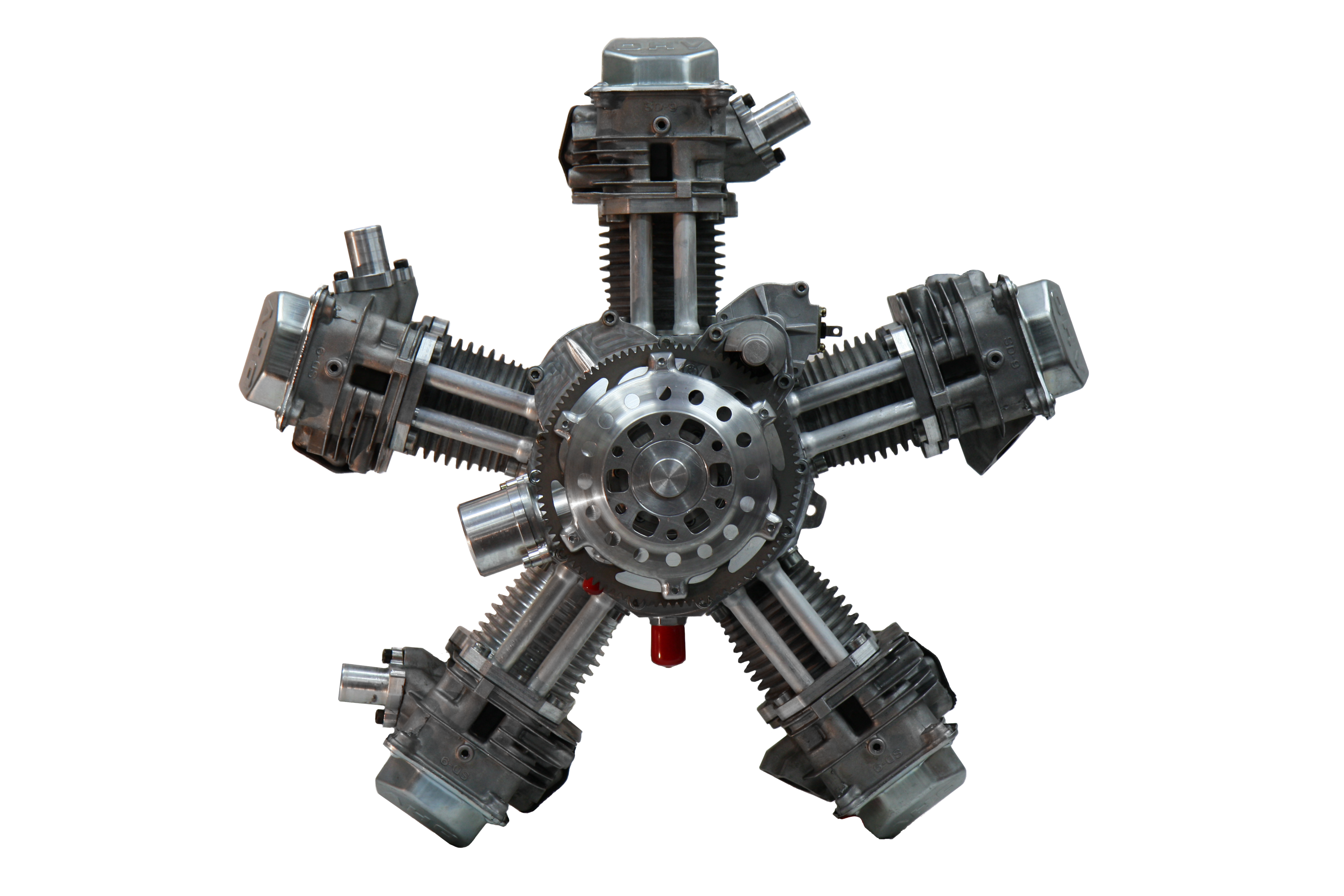
محرك شعاعي رباعي الأشواط سكارلين ميني 5

استمرت بعض الشركات في إنتاج المحركات الشعاعية حتى اليوم، مثل فيدينيف التي تنتج محرك إم-14 بي الشعاعي الذي تتراوح قدرته من 360-450حصان (270-340 كيلو وات)، واستُخدم في طائرات الإستعراضات الجوية ياكوفليف وسوخوي.

استُخدم أيضا محرك إم-14 بي بواسطة مصنعي الطائرات المصنعة منزليا، مثل كولب الخاصة وكولب سوبويث بوب، وافيات بيتس سبشيل، وميرفي موس.

كما أتاحت الشركة الأسترالية روتك ايروسبورت محركين، أحدهما 7 أسطوانات وتبلغ قدرته 110 حصان (82 كيلو وات) والآخر 9 أسطوانات وتبلغ قدرته 150 حصان (110 كيلو وات). فيما أتاحت شركت إتس سي أي للطيران محرك أر 180، 5 أسطوانات وتبلغ قدرته 75 حصان (56 كيلو وات)، و أر220، 7 أسطوانات وتبلغ قدرته 110حصان (82 كيلو وات).

كما صنعت شركة فيرنر موتور التابعة لجمهورية التشيك عدد من المحركات  الشعاعية التي تتراوح قدرتها من 25 إلى 150حصان (19 إلى 112 كيلو وات).
و توفرت المحركات الشعاعية المصغرة لنماذج الطائرات من محركات أو أس ‏، سايتو سيساكوشو اليابانية، شيجيازهوانج الصينية، وإيفولوشن (التصميم بواسطة وولف جانج الألمانية، والتصنيع في الهند)، وتيكنوباور في الولايات المتحدة.

## مقارنة مع المحركات الخطية

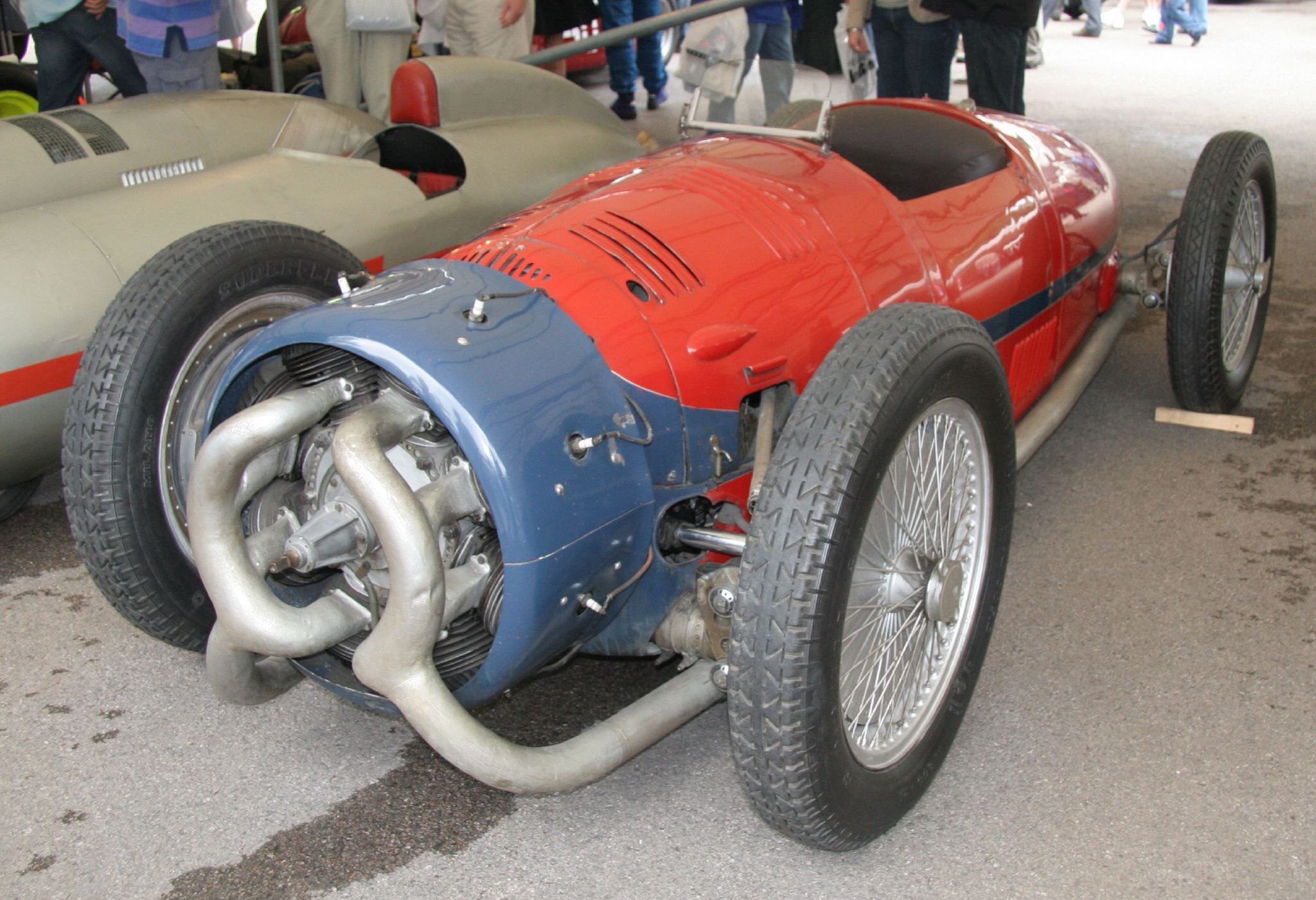
سيارة موناكو تروسي، عام 1935، مثال نادر على استخدام المحركات الخطية

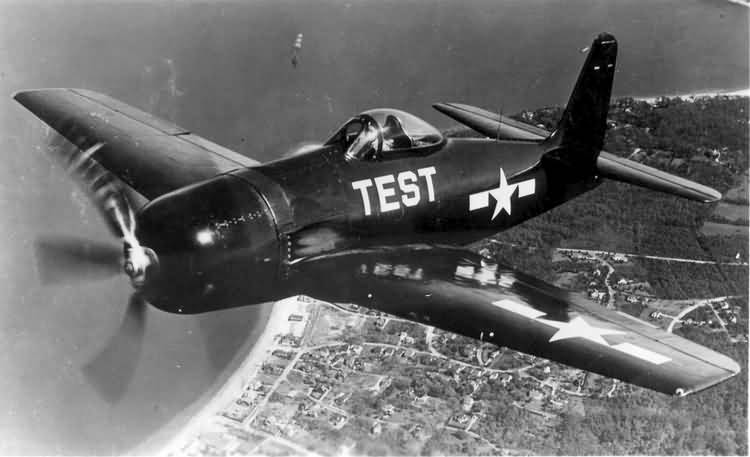
جرومان بيركات

### المميزات
- الوزن: يكون وزن المحركات الشعاعية المبردة بالهواء أقل عادة من وزن المحركات الخطية المكافئة لها المبردة بسائل.[بحاجة لمصدر]
- الضرر المسموح به: تكون أنظمة التبريد بالسائل أكثر عرضة للتأثر بالضرر، حيث يسبب أي ضرر بسيط فقدان المادة المبردة وبالتالي يؤثر على المحرك، بينما المحركات المبردة بالهواء لا تتأثر بشكل كبير بالأضرار الصغيرة.[13]
- البساطة: تمتلك المحركات الشعاعية أعمدة مرفق أقصر طولا وأكثر صلابة،  حيث يحتاج محرك شعاعي مكون من صف واحد من الأسطوانات إلى اثنين من المحامل فقط لعمود المرفق، على عكس محرك خطي له نفس الصلابة، مكون من 6 أسطوانات ويبرد بسائل، يحتاج إلى 7 محامل.[14]
- الاعتمادية: ينتج عن عمود المرفق الأقصر إهتزازات أقل ومن ثم اعتمادية أكبر من خلال تقليل الاحتكاك والتمزق.[بحاجة لمصدر]
- سلاسة التشغيل: من السهل تحقيق تشغيل سلس بالمحرك الشعاعي.[بحاجة لمصدر]

### العيوب
- التبريد: في حين أن المحركات الشعاعية المكونة من صف أسطوانات واحد تسمح بتبريد جميع الأسطوانات بشكل متساوي، إلا أن الأمر يختلف في المحركات متعددة الصفوف، حيث تتأثر الأسطوانات الموجودة في الصفوف الأخيرة بالحرارة القادمة من الصفوف الأمامية، كما يحجب تدفق الهواء.[15]
- السحب: يؤدي تعرض الأسطوانات لتدفق الهواء إلى زيادة السحب (بالإنجليزية: Drag) بشكل ملحوظ. ولحل ذلك أضيفت أغطية للمحرك مصممة خصيصا مع حواجز لتوجيه الهواء بين الأسطوانات.

كانت حلقة التبريد البريطانية «حلقة تونيند» أو «حلقة السحب» أول غطاء فعال لتقليل السحب دون التأثير على تبريد المحرك، وشكلت الحلقة نطاقا ضيقا حول المحرك لتغطي رؤوس الأسطوانات وتقلل السحب.
درست اللجنة الاستشارية الوطنية للملاحة الجوية هذه المشكلة، وطورت غطاء ناسا الذي قلل السحب بشكل أكبر وحسن التبريد.
و منذ ذلك استخدمت تقريبا كل الطائرات ذات المحركات الشعاعية غطاء ناسا.و بسبب أن المحركات الشعاعية عرضها أكبر من مثيلاتها من المحركات الخطية والمحركات على شكل V، فإنه من الصعب جدا تصميم طائرة لتقليل مساحة مقطع المحرك، السبب الرئيسي للسحب، برغم ذلك، مع بداية الحرب العالمية الثانية، اختفى هذا العيب بشكل كبير بسبب زيادة أحجام الطائرات، وزيادة قدرة المحركات الشعاعية  المتعددة الصفوف بالنسبة لمساحة مقطعها.
- القدرة: ليس عمليا استخدام سلسلة صمام بصمام متعدد في المحرك الشعاعية، حيث يكون لكل أسطوانة رأسها الخاص. لذلك، تستخدم تقريبا كل المحركات الشعاعية سلسلة صمام تحتوي على عمودين دفع صمام، مما قد ينتج عنه قدرة أقل لسعة محرك معينة من المحركات الخطية متعددة الصمام. وتم التغلب على حدود صمام القفاز بتطوير صمام الكم، ولكن في المقابل ازداد التعقيد وتكلفة الصيانة وانخفضت الاعتمادية.[بحاجة لمصدر]
- الرؤية: يمكن أن تكون رؤية الطيار ضعيفة بسبب عرض المحرك في طائرة احادية المحرك، برغم أن الأغطية المناسبة المثبتة جيدا حسنت ذلك بمقدار ما. على الجانب الآخر، ينتج عن المحركات الخطية طول زائد في المقدمة، مما يضعف الرؤية للأمام[بحاجة لمصدر]
- التركيب: من الصعب ضمان هواء تبريد كافي في محرك مغطى جيدا أو مع استخدام دفع.[بحاجة لمصدر]
- الحجم: إن الأنواع الأضغر من المحركات الشعاعية، التي تحتوي على ثلاث أو خمس أسطوانات تكون صعبة التشغيل وغير اعتمادية مقارنة بالمحركات الخطية المكافئة لها ذات الأربع أسطوانات أو المحركات الأفقية المتعاكسة التي أصبحت أكثر شيوعا للطائرات الخفيفة كنتيجة لما سبق[بحاجة لمصدر]

في حين أن المحركات الخطية المبردة بسائل استمر استخدامها في التصاميم الجديدة حتى وقت متأخر في الحرب العالمية الثانية، إلا أن المحركات الشعاعية أصبحت أكثر شيوعا وساد استخدامها بعد الحرب إلى أن استبدلت بالمحركات النفاثة، ومع نهاية الحرب تم إنتاج اثنين من أسرع الطائرات ذات المحركات المكبسية باستخدام محركات شعاعية وهما طائرة هوكر سي فوري وطائرة جرومان بيركات.

## أنواع أخرى من المحرك الشعاعي

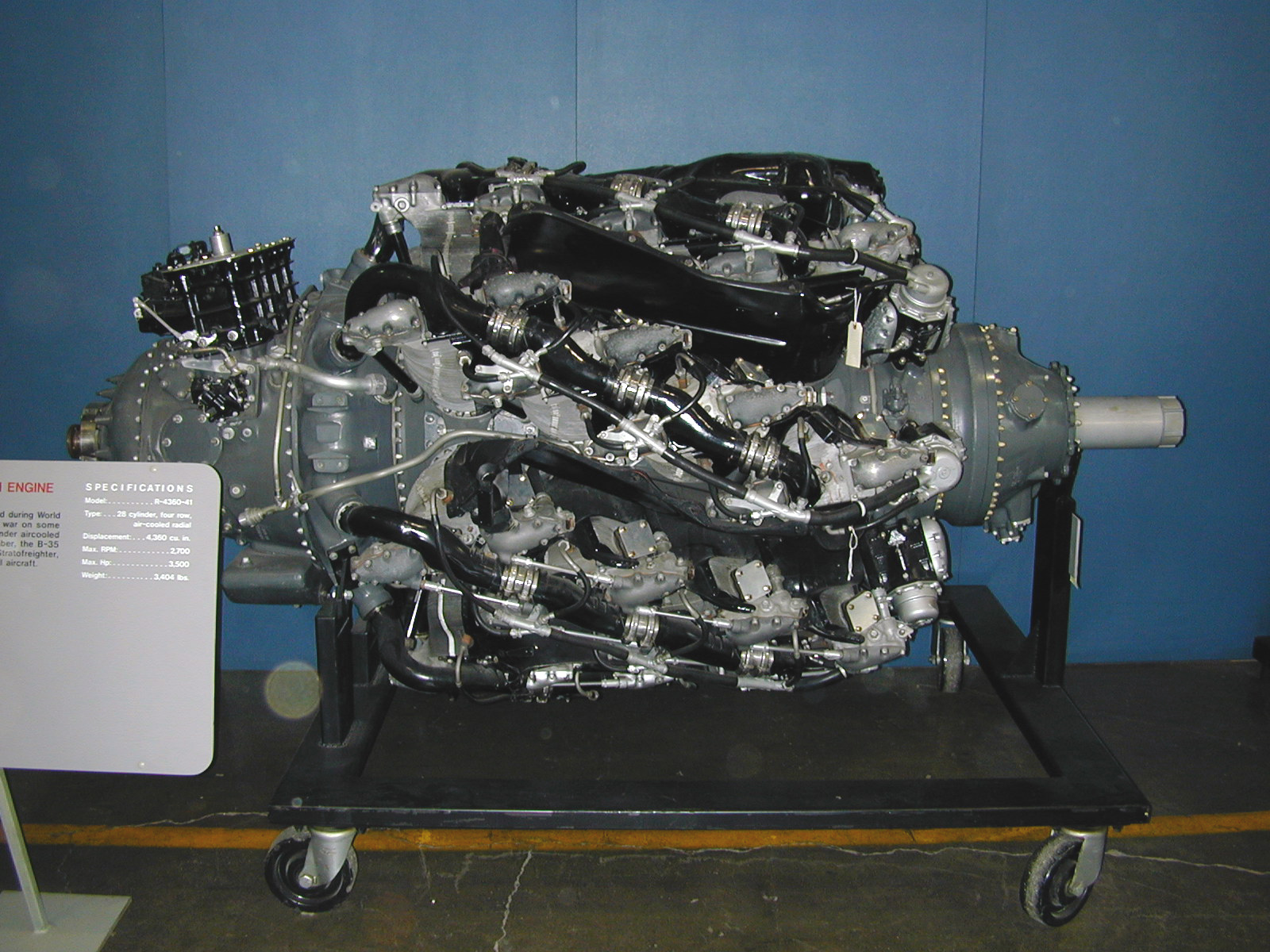
محرك واسب ماجور الشعاعي، مكون من أربع صفوف من الأسطوانات

### المحركات الشعاعية متعددة الصفوف
تمتلك في الأصل المحركات الشعاعية صفا واحدا من الأسطوانات، لكن بزيادة أحجام المحركات أصبح من الضروري إضافة صفوف أكثر. ويعتبر أول محرك شعاعي استخدم تصميم ثنائي الصف هو المحرك الدوار جنوم «دوبل لامبدا» البالغة قدرته 160حصان وذ لك في عام 1912، وصمم المحرك كنسخة ثنائية الصف مكونة من 14 أسطوانة من محرك لامبدا الدوار أحادي الصف والمكون من 7 أسطوانات والبالغة قدرته 80 حصانا، ومع ذلك فإن مشاكل الكفاءة والتبريد وضعت حدود لنجاحه.
بدأت التصاميم ثنائية الصف في الظهور بأعداد كبيرة أثناء الثلاثينيات  بداية من 1930، عندما ازداد حجم ووزن الطائرة إلى الحد الذي أصبحت عنده المحركات أحادية الصف ذات القدرة المطلوبة، كبيرة جدا لدرجة أنها لم تعد عملية. ولقد واجهت دائما التصاميم ثنائية الصف مشاكل في التبريد مع الصفوف الأخيرة من الأسطوانات، لكنه تم التقليل من هذه المشاكل باستخدام العديد من الحواجز والزعانف (لزيادة معدل إنتقال الحرارة). ومن العيوب التي كانت موجودة، المساحة الأمامية الكبيرة نسبيا للمحرك، حيث كانت تبقى مفتوحة لتزويد المحرك بتدفق هواء كافي، لكن ذلك كان يؤدي لزيادة السحب. و أدى ذلك لنقاشات جدية في الصناعة في أواخر الثلاثينيات من 1930 حول إمكانية استخدام المحركات الشعاعية للطائرات مرتفعة السرعة مثل المقاتلات الحديثة.
اكتشف الحل مع محركبي إم دبليو 801 الشعاعي ثنائي الصف والمكون من 14 أسطوانة. صمم كورت تانك نظام تبريد جديد لهذا المحرك المستخدم لمروحة ذات سرعة كبيرة لدفع الهواء المضغوط داخل القنوات التي تحمل الهواء إلى منتصف صفوف الأسطوانات، حيث يكون هناك مجموعة من الحواجز توجه الهواء فوق كل الأسطوانات. وسمح هذا أن يركب الغطاء بإحكام حول المحرك فينخفض السحب مع الاستمرار في تزويد المحرك بهواء التبريد الكافي للصفوف الأخيرة من الأسطوانات (تم ذلك بعد العديد من التجارب والتعديلات).
سرعان ما استخدم العديد من المصنعين هذا المبدأ الأساسي، وعادت العديد من طائرات أواخر الحرب العالمية الثانية إلى استخدام المحرك الشعاعي كمحرك جديد، وبدأت الكثير من التصاميم الكبيرة في الظهور، مثل محرك بريستول سينتورس في طائرة هوكر سي فوري، ومحرك شفيتسوف أش-82 ‏ في طائرة لافوتشكن لا-7 ‏.

لزيادة القدرة، لم يكن إضافة المزيد من صفوف الأسطوانات حلا قابل للتطبيق، نظرا لصعوبة إمداد الصفوف الأخيرة بتدفق الهواء اللازم للتبريد. وقد صُممت المحركات الكبيرة، في الغالب باستخدام تبريد المياه، على الرغم من أن هذا أزاد التعقيدات وأزال بعض مميزات تصميم المحرك الشعاعي المبرد بالهواء. مثال على ذلك، محرك بي إم دبليو 803 ‏ الذي لم يدخل الخددمة مطلقا.
أٌجريت دراسة كبيرة في الولايات المتحدة عن تدفق الهواء حول المحركات الشعاعية، وذلك باستخدام أنفاق الرياح وأنظمة أخرى، وأوضحت الدراسة أن كمية كافية من تدفق الهواء كانت متوافرة مع التصميم الجيد. وأدى ذلك إلى محرك أر-4360 المكون من 28 أسطوانة في 4 صفوف متخذه شكل كوز الذرة. واستٌعمل المحرك أر-4360 في الطائرات الأمريكية الكبيرة في حقبة الحرب العالمية الثانية.
استمرت تجارب الولايات المتحدة والاتحاد السوفيتي على المحركات الشعاعية الكبيرة، بينما أوقفت المملكة المتحدة هذه التصاميم بسبب الطرازات الجديدة من محرك سينتورس والتحرك العشوائي لاستخدام المحركات المروحية العنفية مثل أرمسترونج سيديلي بايثون وبريستول بروتيس، التي أنتجت قدرة أكثر من المحركات الشعاعية وبدون مشاكل الوزن أو التعقيدات.
استمر إنتاج المحركات الشعاعية الكبيرة لاستخدمات أخرى، برغم أنها لم تعد شائعة. مثال لها، محرك الديزل زيفيزدا إم 503 ‏ المكون من 42أسطوانة مرتبة في 6 صفوف من ضمن 7،  و سعة 143.6 لتر وقدرة تبلغ 3942 حصان. واستُخدمت ثلاثة محركات منه في زوارق صواريخ أوسا.

### محركات الديزل الشعاعية

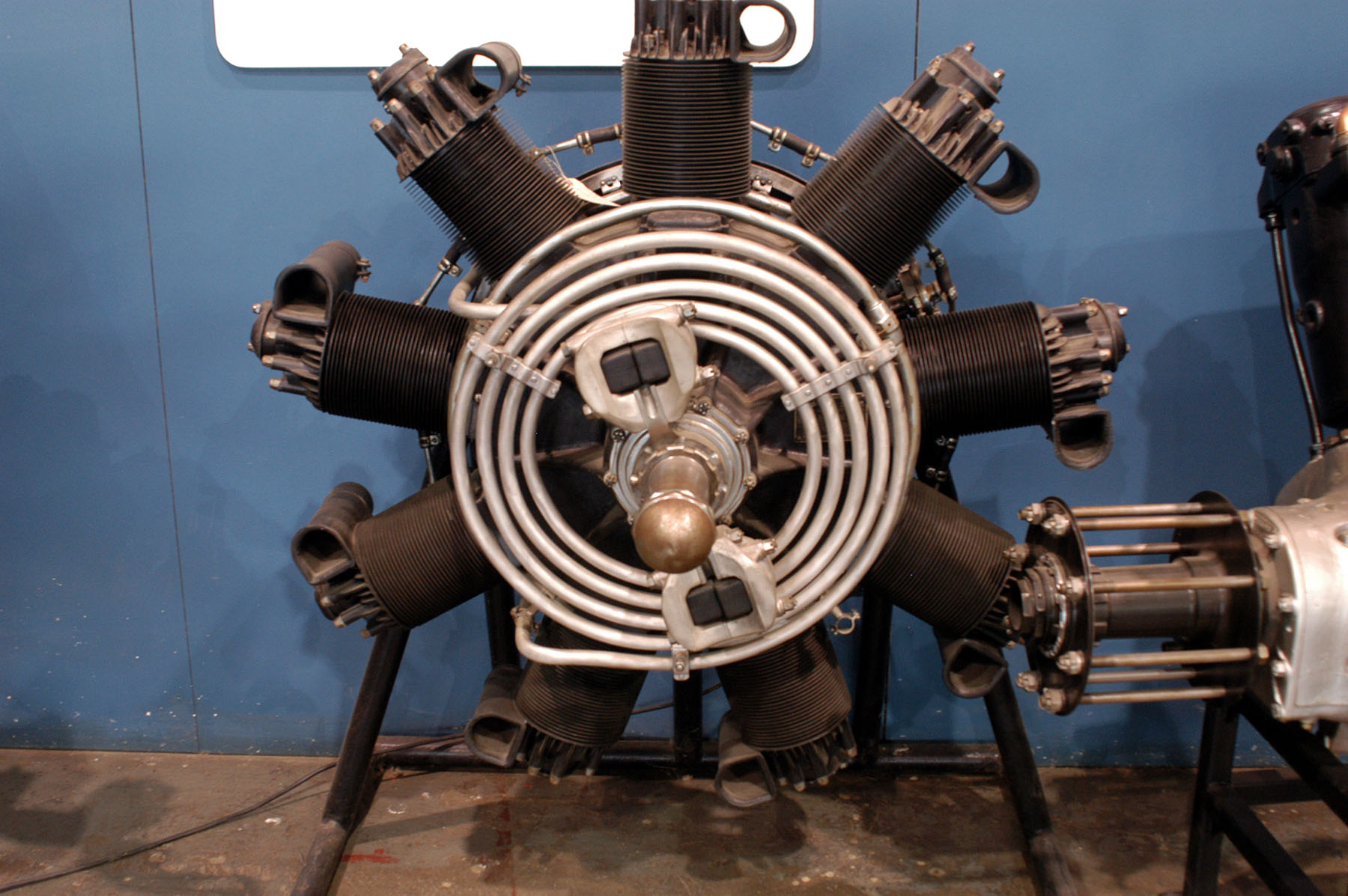
محرك باكارد دي أر-980، محرك طائرة ديزل شعاعي

في حين أن معظم المحركات الشعاعية أُنتجت لاستخدام البنزين، إلا أنه هناك محركات ديزل شعاعية. ومن المميزات الرئيسية التي تفضل محركات الديزل، انخفاض استهلاك الوقود وكذلك خطر الحريق

### باكارد
في عام 1928 صممت وصنعت شركة باكارد محرك باكارد دي أر-980، وهو محرك طائرة ديزل شعاعي، مكون من 9أسطوانات وسعة تبلغ 980 بوصة مكعب (16000 سم مكعب)، وتبلغ قدرته 225حصان (168 كيلو وات). وفي 28 مايو 1931، أدار محرك دي أر-980 طائرة بيلانكا سي إتش-300، باستخدام 481 جالون من الوقود، وبقيادة الطيارين ولتر إدوين ليس وفريدريك بروسي ‏، وسجلا رقما قياسيا بالبقاء في الهواء لمدة 84 ساعة و 32 دقيقة دون إعادة تزويد الطائرة بالوقود. ولم يُكسر هذا الرقم بعد 55 عاما بواسطة روتان فوياجر.

### بريستول
خضع محرك بريستول فينيكس التجريبي من 1928-1932 إلى الاختبار في طائرة ويستلاند وابتي، وحقق أرقاما قياسية في الارتفاع في عام 1934 واستمرت حتى الحرب العالمية الثانية.

### كليرجت

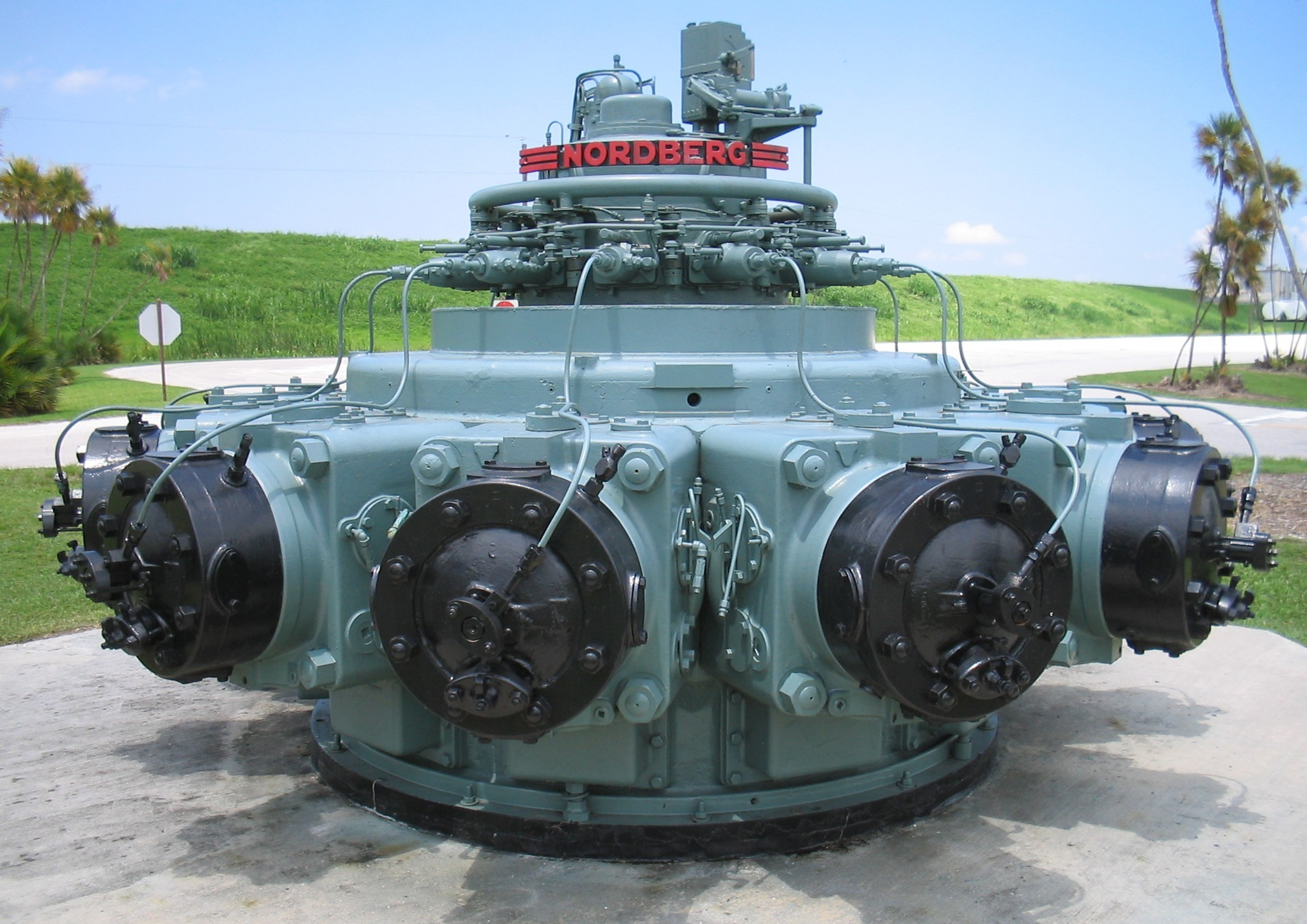
محرك شركة نوردبرج للتصنيع، محرك ديزل شعاعي ثنائي الشوط، يستخدم لتوليد الطاقة وتشغيل المضخات

في عام 1932 طورت الشركة الفرنسية كليرجت محرك 14 دي، المكون من 14أسطوانة، وهو< محرك ديزل ثنائي الشوط وشعاعي. وبعد عدد من التحسينات، في عام 1938 أنتج نموذد 14 إف 2 قدرة تبلغ 520 حصان (390 كيلو وات) عند سرعة دورانية 1910 دورة في الدقيقة، ونسبة قدرة إلى وزن قريبة من محركات البنزين المعاصرة، واستهلاك نوعي للوقود تقريبا 80% من محركات البنزين المكافئة.
استمرت الأبحاث أثناء الحرب العالمية الثانية، لكنه لم يكن هناك إنتاج بسبب الاحتلال النازي. وبحلول 1943 تطور المحرك لينتج قدرة تتجاوز 1000 حصان (750 كيلو وات) مع استخدام شاحن توربيني.
اندمجت شركة كليرجت في شركة سنيكما بعد الحرب العالمية الثانية، وكان لدى الشركة خطط لإنتاج محرك ديزل 32أسطوانة، بقدرة 4000 حصان (3000 كيلو وات)، لكن في عام 1947 أوقفت الشركة تطوير المحركات المكبسية من أجل المحركات التوربينية الناشئة.

### نوردبرج
طورت وأنتجت شركة التصنيع نوردبرج في الولايات المتحدة، عددا من محركات الديزل الشعاعية ثنائية الشوط بداية من أواخر الأربعينيات من 1940 للإنتاج الكهربي، وبشكل أساسي لمصاهر الألومنيوم وضخ المياه. واختلفت هذه المحركات عن معظم المحركات الشعاعية في أنها تحتوي على عدد زوجي من الأسطوانات في صف واحد وعمود توصيل مزدوج غير اعتيادي.
صُنعت نماذج المحرك لتعمل على الديزل أو البنزين أو خليط منهما معا. واستخدمت محطة توليد الكهرباء المنزلية عدد من هذه المحركات صُنعت في الولايات المتحدة.

### إي إم دي
صنعت شركة إلكترو-موتيف ديزل (إي إم دي) محركات «بانكيك» 16-184 و 16-338 للاستخدام البحري.

### المحركات الشعاعية ذات الهواء المضغوط
صُمم عدد من المحركات الشعاعية ليعمل على الهواء المضغوط، ويستخدم غالبا في نماذج الطائرات وفي ضواغط الغاز.

### نماذج محركات شعاعية
توفر تجاريا عددا من نماذج المحركات الشعاعية متعددة الأسطوانات، رباعية الشوط، بداية من محركات أو.اس اليابانية، إف أر50-300، المكون من 5أسطوانات، وسعة 3 بوصة مكعب (50 سم مكعب)، وكان ذلك في عام 1986.
صنعت الشركة الأمريكية «تكنوباور» نماذج محركات شعاعية صغيرة السعة من 5 و 7 أسطوانات، وذلك في بداية عام 1976، لكن مع ذلك كان محرك شركة أو اس أول محرك شعاعي ينتج بكميات كبيرة في تاريخ نماذج الطائرات. ومنذ ذلك الحين أنتجت الشركة اليابانية المنافسة سايتو سيساكوشو نموذج محرك شعاعي 5 أسطوانات مشابه في الحجم، رباعي الشوط كمنافسة مباشرة مع تصميم أو اس، وأنتجت سايتو أيضا ثلاثة محركات شعاعية 3 أسطوانات وتتراوح سعتها من 0.9 بوصة مكعب (15سم مكعب) إلى 4.5 بوصة مكعب (75 سم مكعب)، وتتوافر كل هذه المحركات الآن أيضا بشمعة إشعال بسعة تصل إلى 84 سم مكعب للاستخدام مع البنزين.
صنعت الشركة الألمانية سيديل نماذج محركات شعاعية لاسلكية التحكم ومكونة من 7 و 9أسطوانات (تبدا سعتها من 35سم مكعب)، غالبها للإشعال بواسطة شمعة التوهج، بالإضافة إلى محرك شعاعي تجريبي 14أسطوانة ثنائي الصف. وتبيع الآن الشركة الأمريكية إيفولوشن محركات شعاعية مصممة بواسطة سيديل، ويتم تصنيعها في الهند.

## وصلات خارجية
- فيديو يوضح كيفية عمل المحرك الشعاعي